# Chū Arai
Chū Arai 荒井注 (Arai Chū?) (Yotsuya, 30 luglio 1928 – Itō, 9 febbraio 2000) è stato un comico, attore e cantante giapponese. È stato membro del gruppo comico The Drifters dal 1964 al 1974. Il suo vero nome è Yasuo Arai.

## Biografia
Nato a Yotsuya, Tokyo, da una famiglia che gestiva un ristorante. Dopo essersi diplomato presso l'ex Japan Gakuen Junior High School (日本学園中学校・高等学校), lasciò il Dipartimento di Studi Religiosi della Facoltà di Lettere dell'Università di Rikkyo e si è laureato presso il Dipartimento di Letteratura Giapponese della Facoltà di Lettere dell'Università Nisho Gakushu. Dopo la laurea, ha lavorato come bandman nel gruppo musicale "Crazy West" con l'obiettivo di diventare uno sceneggiatore. Dopo essersi laureato all'università nel 1958, ha suonato in diverse band. 
Nel 1964, fu scoperto da Chosuke Ikariya e si unirono ai The Drifters. Nel 1969 insieme al gruppo partecipa Hachiji Dayo, Zen'inshugo! e divenne molto popolare per sue gag nello show. Nel marzo 1974 lasciò i Drifters a causa di limitazioni fisiche. Secondo il produttore di TBS Television, Masaka Isaku, era legato al fatto che non gli piaceva il one-man show di Ikariya e alle lamentele sulla distribuzione delle serate di gala. Fu Ikariya ad annunciarlo in diretta televisiva di Hachiji Dayo, Zen'inshugo! che Arai si prenderà una pausa a tempo indeterminato e non ha detto una parola sull'abbandono del gruppo. Arai fu sostituito da Ken Shimura, che era un apprendista dei Drifters.
Dopo aver lasciato i Drifters disse che si stava ritirando dall'industria dell'intrattenimento, ma ritornò solo sei mesi dopo, c'è una teoria che a causa di questo, ci sono voluti tre anni per riconciliare con il gruppo. Da allora, ha fatto varie apparizioni come ospite nello show dei Drifters e ha anche fatto uno sempre come ospite nell'episodio finale di Hachiji Dayo, Zen'inshugo!, consegnando un mazzo di fiori a Ikariya. Successivamente fece varie apparizioni come attore e cantante in vari film, serie, varietà e spettacoli. 
La sua ultima apparizione fu nello spot pubblicitario delle macchine fotografiche del Capodanno 2000 della Fujifilm, in cui Arai, i Drifters e Rena Tanaka interpretarono i sette divinità della fortuna. Rena Tanaka nei panni di (Benzaiten) e i sei membri da: Chosuke Ikariya da Jurōjin, Boo Takagi da Hotei, Kōji Nakamoto da Ebisu, Cha Katō da Fukurokuju, Ken Shimura da Daikokuten e Arai da Bishamonten. Fu una delle rare occasioni nonché l'ultima in cui i Drifters apparivano con sei componenti anziché cinque.

### Morte
Chū Arai morì all'età di 71 anni a seguito di un'insufficienza epatica nella sua casa a Itō il 9 febbraio 2000 alle 4:30 del mattino mentre stava facendo il bagno, ai funerali parteciparono tutti i membri dei Drifters.

## Vita privata
Chū Arai si è sposato tre volte: il primo matrimonio fu con una donna di nome Hiroko si incontrarono quando erano studenti si sposarono il 5 ottobre 1958. La coppia rimase unita fino al 30 settembre 1983, anno della morte di lei a seguito di un cancro ai polmoni, qualche giorno prima della cerimonia delle nozze d'argento e non ebbero figli. Il secondo matrimonio nel 1985 con una donna di trentadue anni più giovane di lui, la coppia divorziò nel 1987. Nel 1991 si risposò con una donna che era un'impiegata di una cooperativa di credito di trentotto anni più giovane e la coppia rimase unita fino alla morte di lui.

## Filmografia

### Cinema
- Kochira Katsushika-ku Kameari kōen-mae hashutsujo film live action, (1977)
- Tantei monogatari (探偵物語), (1983)

### Televisione
- Majikaru 7 dai bōken (1978-1979)
- Hana no joshi-kō Sei katorea gakuen (1985-1986)
- Inugamikenoichizoku (1990)

### Varietà
- Hachiji Dayo, Zen'inshugo! (1969–1974)[5]
- Dorifu Daibakusho (1977–2003)[6]
- Ton'neruzu no minasan no okagedesu (1988–1997)